# Saison 1923-1924 de la Juventus FC
Maillots
Chronologie
Saison précédente Saison suivante
La saison 1923-1924 du Foot-Ball Club Juventus est la vingt-deuxième de l'histoire du club, créé vingt-sept ans plus tôt en 1897.
Le club piémontais prend part ici à la 24e édition du championnat d'Italie (appelé à l'époque la Première division, ancêtre de la Serie A), premier championnat juventino de l'ère Agnelli.

## Historique

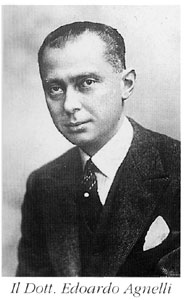
Edoardo Agnelli, le nouveau propriétaire du club, dont il prend lui-même la présidence.

Au cours de cette nouvelle saison, le Foot-Ball Club Juventus franchit un nouveau cap avec les Agnelli, celui d'une ère nouvelle, avec de nouveaux objectifs, comme se réimposer dans le haut du football italien, pour enfin obtenir un scudetto qui lui fait défaut depuis la saison 1905.
En effet, le 24 juillet 1923, le club est acheté par Edoardo Agnelli,, industriel piémontais passionné de football, et héritier de l'empire de l'automobile FIAT (On raconte qu'à l'époque où jouait à la Juventus le défenseur Antonio Bruna, il avait du mal à la fois à concilier son statut de joueur au club et celui d'employé à l'usine FIAT, son patron ne l'autorisant pas à partir s'entraîner. Sandro Zambelli, alors à l'époque un des trois coprésidents bianconeri, serait partit voir directement le fondateur et président de la FIAT Giovanni Agnelli. Après l'approbation d'Agnelli à laisser s'entraîner le joueur, on dit que ce fut entre autres cet événement qui donna l'idée au fils de Giovanni, Edoardo, de racheter le Foot-Ball Club Juventus quelques années plus tard).

« Je suis reconnaissant d'avoir accepté comme un honneur la présidence, mais j'espère ne pas vous décevoir en vous confessant que je n'ai aucunement l'intention de juste l'accepter en tant que titre honorifique […]. Nous devons nous efforcer de bien faire, mais en nous rappelant qu'une chose bien faite peut toujours être mieux faite. »

— Extrait du discours d'investiture d'Edoardo Agnelli au moment d'être élu président du Foot-Ball Club Juventus. Turin, le 24 juillet 1923.
L'industriel s'investit beaucoup, aide financièrement la société en y injectant dès le départ beaucoup d'argent (Il assure les joueurs du club d'être régulièrement payés, avec en prime, une automobile offerte aux joueurs), et entreprend tout de suite de profonds changements au niveau de l'administration du club, s'installant à sa tête à la place de Gino Olivetti, président du club depuis 3 ans. Souhaitant une équipe professionnelle et mieux structurée, il dote pour la première fois de l'histoire bianconera le club d'un entraîneur professionnel, avec l'arrivée du hongrois Jenő Károly, ancienne gloire du championnat hongrois en tant que joueur (Károly avait signé un contrat de 2500 lires, ainsi qu'une semaine de congé payé, et éventuellement une prime de 10 000 lires en cas de victoire du championnat).
L'arrivée d'Edoardo au sommet du club fut commenté dans une édition du magazine consacré à la société, Hurrà Juventus :

« Doté d'une fervente intelligence, d'une grande affabilité et de beaucoup d'expérience, du monde, de la vie, du travail qu'il a pu acquérir en collaborant activement à la direction des grandes entreprises avec son illustre père, le sénateur Giovanni Agnelli ; expert passionné de toutes sortes de sports, grand pilote automobile, directeur de la Società Torinese per la Corse dei Cavalli, président honoraire du Groupe Sportif FIAT, il apporte à notre société, avec son travail précieux, un nom qui illuminera une des plus hautes gloires sportives italiennes, une des plus merveilleuses créations de l'intelligence et du travail humain, gloire du sport, gloire du travail. »

— Hurrà Juventus, juillet 1923.
Avec l'arrivée de ce nouveau projet sportif, l'équipe voit donc quelques grands noms du football italien rejoindre le club piémontais. De nombreux joueurs viennent étoffer l'effectif bianconero, avec le gardien de but Romolo Sartoris, ainsi que les défenseurs Giorgio Bigatto, Angelo Ferrara, la vedette internationale Virginio Rosetta (un des premiers joueurs professionnels d'Italie, qui signa un contrat de 6000 lires mensuelles avec le club) puis Eugenio Venditti. Au milieu de terrain, on note les arrivées de Giovanni Albera, Cusari, Silvio Perotti et Steffanoni (ces deux derniers faisant leur retour au club), puis en attaque de Francesco Audisio, Giorgio Gambino, Mazza III et enfin de Pietro Pastore.
Le FBC Juventus commence donc cette saison du championnat d'Italie 1923-1924 (en italien Prima Divisione 1923-1924) en commençant dans le groupe A des éliminatoires (en italien Eliminatorie Girone A) de la Ligue nord lors des phases régionales.

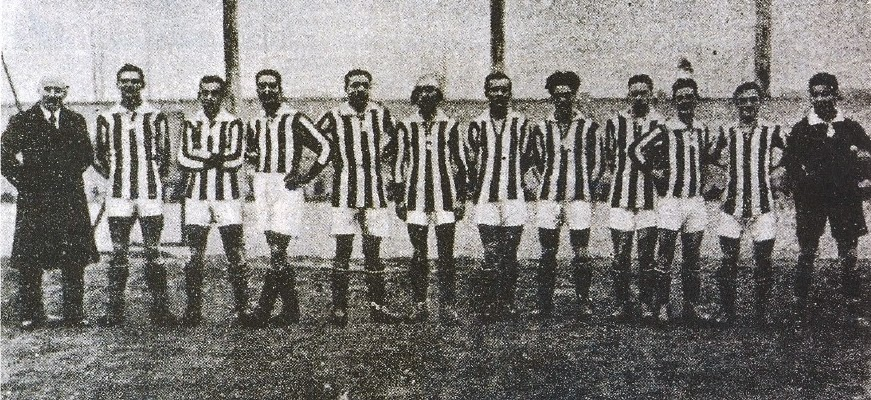
Les Turinois de Jenő Károly (gauche), le premier entraîneur de l'histoire bianconera.

Les piémontais de la Juve commencent leur premier match avec de nombreuses ambitions, et s'imposent lors de leur premier match sous la période Agnelli lors d'un derby contre l'Inter Milan à domicile sur le score de 2-0 (buts de Grabbi et Munerati) le dimanche 7 octobre 1923. Les bianconeri enchaînent ensuite avec une série de deux défaites avant de battre lors de la 4e journée Casale par 3 à 2 (avec des buts de Pastore et Grabbi ainsi qu'un penalty de Gianfardoni). Les turinois poursuivent ensuite leur chemin, malgré une décision judiciaire comportant sur 3 matchs (tous trois remportés par les juventini sur le terrain) comptant pour les 8, 9 et 10e journée ou les adversaires (Modène, Genoa et Padoue) furent tous désignés vainqueurs sur tapis vert par 2 à 0, à la suite d'un problème avec un des joueurs de la Juve, Virginio Rosetta (problème qui fut surnommé l'Affaire Rosetta). Malgré ce désagrément, la Juve ne perdra ensuite plus un seul match de la saison, démarrant l'année 1924 à domicile avec un nul un but partout contre Livourne (but de Munerati) le 27 janvier. L'équipe enchaîne ensuite deux victoires consécutives puis une défaite 1 but à 0 contre Novare lors de la 15e journée. C'est le dimanche 2 mars que la Juventus remporte sa plus grosse victoire avec un 4 buts à 1 à Turin contre le Sampierdarenese (grâce à deux doublés de Grabbi et Munerati), avant d'enchaîner avec 2 nuls puis 2 succès. Le dernier match de la saison, comptant pour la 22e journée à Milan, voit la Juve et l'Inter se séparer, quant à eux, sur le score de 2-2 (buts bianconeri de Perotti et de Gilli).
Les bianconeri terminent leur première saison avec un vrai entraîneur, avec un total de 26 points, remportés grâce à 11 victoires, 4 matchs nuls et 7 défaites, insuffisants pour dépasser ce stade, la Juventus finissant à la 5e place, à égalité de points avec Alexandrie.
Bien que sur le plan purement sportif au niveau des résultats, cette première saison sous l'égide de la puissante famille Agnelli reste une déception, elle n'en reste néanmoins pas en réalité un semi-échec, car sans la pénalité de 9 points en moins infligée au club, l'effectif aurait terminé à la première place du classement, signe de bon augure pour les suivantes.
Socialement, ce fut désormais à partir de cette période charnière de l'histoire du club, que l'équipe resta traditionnellement dirigée par des aristocrates du nord-italien, mais soutenue entre autres par des classes plus populaires (comme les ouvriers des usines FIAT par exemple), devenant ainsi un des symboles de l'italianité. Cette fusion fut à l'origine du désormais Style Juventus: « élégance, professionnalisme, et mentalité de vainqueur ».

## Déroulement de la saison

### Résultats en championnat

#### Éliminatoires groupe A
| dimanche 7 octobre 1923 1re journée | Juventus                 | 2 - 0 | Inter | Campo di Corso Marsiglia, Turin Arbitre : Pinasco |
| dimanche 7 octobre 1923 1re journée | Grabbi 4e · Munerati 55e |       |       | Campo di Corso Marsiglia, Turin Arbitre : Pinasco |

| dimanche 14 octobre 1923 2e journée | Livourne                          | 3 - 2 | Juventus                  | Livourne Arbitre : Vagge |
| dimanche 14 octobre 1923 2e journée | Paolini 34e · Montelatici 65e 78e |       | 1re Audisio · 20e Pastore | Livourne Arbitre : Vagge |

| dimanche 21 octobre 1923 3e journée | Juventus | 0 - 1       | Brescia | Campo di Corso Marsiglia, Turin Arbitre : Zennaro |
| dimanche 21 octobre 1923 3e journée |          | 30e Bonardi |         | Campo di Corso Marsiglia, Turin Arbitre : Zennaro |

| dimanche 28 octobre 1923 4e journée | Casale                  | 2 - 3 | Juventus                                  | Casale Monferrato Arbitre : Vagge |
| dimanche 28 octobre 1923 4e journée | Mattea 85e · Blando 88e |       | Pastore · (pen.) Gianfardoni · 92e Grabbi | Casale Monferrato Arbitre : Vagge |

| dimanche 4 novembre 1923 5e journée | Juventus                   | 2 - 0 | Novare | Campo di Corso Marsiglia, Turin Arbitre : Bistoletti |
| dimanche 4 novembre 1923 5e journée | 44e Munerati · 90e Pastore |       |        | Campo di Corso Marsiglia, Turin Arbitre : Bistoletti |

| dimanche 11 novembre 1923 6e journée | Alexandrie                 | 3 - 1 | Juventus    | Alexandrie Arbitre : Pinasco |
| dimanche 11 novembre 1923 6e journée | Banchero 11e 83e · Bay 49e |       | 37e Audisio | Alexandrie Arbitre : Pinasco |

| dimanche 18 novembre 1923 7e journée | Sampierdarenese           | 2 - 3 | Juventus           | Sampierdarena Arbitre : Pasquinelli |
| dimanche 18 novembre 1923 7e journée | Carzino II 53e 71e (pen.) |       | 6e 10e 66e Pastore | Sampierdarena Arbitre : Pasquinelli |

| dimanche 25 novembre 1923 8e journée | Juventus | 0 - 2 | Modène | Campo di Corso Marsiglia, Turin Arbitre : Gera |
| dimanche 25 novembre 1923 8e journée |          |       |        | Campo di Corso Marsiglia, Turin Arbitre : Gera |

| dimanche 2 décembre 1923 9e journée | Juventus | 0 - 2 | Genoa | Campo di Corso Marsiglia, Turin Arbitre : Panzeri |
| dimanche 2 décembre 1923 9e journée |          |       |       | Campo di Corso Marsiglia, Turin Arbitre : Panzeri |

| dimanche 9 décembre 1923 10e journée | Padoue | 2 - 0 | Juventus | Padoue Arbitre : Ortali |
| dimanche 9 décembre 1923 10e journée |        |       |          | Padoue Arbitre : Ortali |

| dimanche 16 décembre 1923 11e journée | Virtus Bologne | 0 - 3                                             | Juventus | Bologne Arbitre : Poderini |
| dimanche 16 décembre 1923 11e journée |                | 20e Rosetta · 70e Grabbi · 86e (pen.) Gianfardoni |          | Bologne Arbitre : Poderini |

| dimanche 27 janvier 1924 12e journée | Juventus     | 1 - 1 | Livourne         | Campo di Corso Marsiglia, Turin Arbitre : Venegoni |
| dimanche 27 janvier 1924 12e journée | Munerati 18e |       | 43e Innocenti II | Campo di Corso Marsiglia, Turin Arbitre : Venegoni |

| dimanche 3 février 1924 13e journée | Brescia | 0 - 2              | Juventus | Stadium di Viale Venezia, Brescia Arbitre : Pasquinelli |
| dimanche 3 février 1924 13e journée |         | Rosetta · Munerati |          | Stadium di Viale Venezia, Brescia Arbitre : Pasquinelli |

| dimanche 10 février 1924 14e journée | Juventus                                             | 3 - 2 | Casale                   | Campo di Corso Marsiglia, Turin Arbitre : Pinasco |
| dimanche 10 février 1924 14e journée | Monticone 10e · Gianfardoni 44e (pen.) · Rosetta 88e |       | 21e Mattea · 57e Gallino | Campo di Corso Marsiglia, Turin Arbitre : Pinasco |

| dimanche 17 février 1924 15e journée | Novare      | 1 - 0 | Juventus | Novare Arbitre : Venegoni |
| dimanche 17 février 1924 15e journée | 52e Marucco |       |          | Novare Arbitre : Venegoni |

| dimanche 24 février 1924 16e journée | Juventus                            | 3 - 1 | Alexandrie | Campo di Corso Marsiglia, Turin Arbitre : Vagge |
| dimanche 24 février 1924 16e journée | Munerati 3e 10e · Viviano 77e (csc) |       | 28e Avalle | Campo di Corso Marsiglia, Turin Arbitre : Vagge |

| dimanche 2 mars 1924 17e journée | Juventus                          | 4 - 1 | Sampierdarenese | Sampierdarena Arbitre : Crivelli |
| dimanche 2 mars 1924 17e journée | Grabbi 50e 87e · Munerati 58e 59e |       | 57e Raggio      | Sampierdarena Arbitre : Crivelli |

| dimanche 16 mars 1924 18e journée | Modène       | 1 - 1 | Juventus  | Modène 15h00 Arbitre : Panzeri |
| dimanche 16 mars 1924 18e journée | Manzotti 14e |       | 80e Gallo | Modène 15h00 Arbitre : Panzeri |

| dimanche 23 mars 1924 19e journée | Genoa     | 1 - 1 | Juventus     | Stadio Marassi, Gênes 15h10 Arbitre : Cattaneo |
| dimanche 23 mars 1924 19e journée | Sardi 17e |       | 56e Munerati | Stadio Marassi, Gênes 15h10 Arbitre : Cattaneo |

| dimanche 30 mars 1924 20e journée | Juventus                                            | 3 - 0 | Padoue | Campo di Corso Marsiglia, Turin Arbitre : Pasquinelli |
| dimanche 30 mars 1924 20e journée | Monticone 16e · Gianfardoni 57e (pen.) · Grabbi 75e |       |        | Campo di Corso Marsiglia, Turin Arbitre : Pasquinelli |

| dimanche 13 avril 1924 21e journée | Juventus    | 1 - 0 | Virtus Bologne | Campo di Corso Marsiglia, Turin Arbitre : Panzeri |
| dimanche 13 avril 1924 21e journée | Gambino 62e |       |                | Campo di Corso Marsiglia, Turin Arbitre : Panzeri |

| dimanche 20 avril 1924 22e journée | Inter                       | 2 - 2 | Juventus                | Milan Arbitre : Franciosini |
| dimanche 20 avril 1924 22e journée | Cevenini III 14e 22e (pen.) |       | 10e Perotti · 60e Gilli | Milan Arbitre : Franciosini |

##### Classement
|  |    | Éliminatoires Ligue nord - groupe A | Pts | MJ | V  | N | D | BP | BC | Dif |
|  | -- | ----------------------------------- | --- | -- | -- | - | - | -- | -- | --- |
|  | 1. | Genoa                               | 33  | 22 | 14 | 5 | 3 | 50 | 13 | +37 |
|  | 2. | Padoue                              | 29  | 22 | 12 | 5 | 5 | 36 | 18 | +18 |
|  | 3. | Inter                               | 27  | 22 | 11 | 5 | 6 | 31 | 25 | +6  |
|  | 4. | Livourne                            | 27  | 22 | 12 | 3 | 7 | 33 | 30 | +3  |
|  | 5. | Alexandrie                          | 26  | 22 | 10 | 6 | 6 | 38 | 23 | +15 |
|  | 6. | Juventus                            | 26  | 22 | 11 | 4 | 7 | 37 | 27 | +10 |

### Matchs amicaux
| dimanche 23 septembre 1923 | Pro Vercelli | 0 - 1          | Juventus |  |
| dimanche 23 septembre 1923 |              | Buteur inconnu |          |  |

| dimanche 30 septembre 1923 | Juventus         | 2 - 0 | Pro Vercelli |  |
| dimanche 30 septembre 1923 | Buteurs inconnus |       |              |  |

| mercredi 26 décembre 1923 | Juventus et Torino | 1 - 1 | Törekvés SE    |  |
| mercredi 26 décembre 1923 | Buteur inconnu     |       | Buteur inconnu |  |

| mardi 1er janvier 1924 | Juventus       | 1 - 2 | Makkabi Brno     |  |
| mardi 1er janvier 1924 | Buteur inconnu |       | Buteurs inconnus |  |

| dimanche 20 janvier 1924 | Bologne          | 2 - 1 | Juventus       |  |
| dimanche 20 janvier 1924 | Buteurs inconnus |       | Buteur inconnu |  |

| dimanche 9 mars 1924 | Juventus | score inconnu | Derthona |  |
| dimanche 9 mars 1924 |          |               |          |  |

| dimanche 11 mai 1924 | Juventus et Torino | 2 - 1 | Italie olympique |  |
| dimanche 11 mai 1924 | Buteurs inconnus   |       | Buteur inconnu   |  |

| dimanche 18 mai 1924 | FIAT             | 2 - 1 | Juventus       | Turin |
| dimanche 18 mai 1924 | Buteurs inconnus |       | Buteur inconnu | Turin |

#### Coppa Associazione Nazionale Mutilati
| dimanche 16 septembre 1923 | Juventus | 0 - 2            | Torino | Turin |
| dimanche 16 septembre 1923 |          | Buteurs inconnus |        | Turin |

#### Coppa città di Asti
| jeudi 1er novembre 1923 | Casale           | 3 - 0 | Juventus |  |
| jeudi 1er novembre 1923 | Buteurs inconnus |       |          |  |

#### Tournée en Allemagne
| mardi 15 avril 1924 | Brandebourg      | 3 - 3 | Juventus         |  |
| mardi 15 avril 1924 | Buteurs inconnus |       | Buteurs inconnus |  |

| jeudi 17 avril 1924 | Union Altona     | 2 - 1 | Juventus       |  |
| jeudi 17 avril 1924 | Buteurs inconnus |       | Buteur inconnu |  |

| samedi 19 avril 1924 | Hanovre | 0 - 6            | Juventus |  |
| samedi 19 avril 1924 |         | Buteurs inconnus |          |  |

| lundi 21 avril 1924 | Brême | 0 - 3            | Juventus |  |
| lundi 21 avril 1924 |       | Buteurs inconnus |          |  |

| vendredi 25 avril 1924 | Leipziger      | 1 - 2 | Juventus         |  |
| vendredi 25 avril 1924 | Buteur inconnu |       | Buteurs inconnus |  |

| dimanche 27 avril 1924 | Dresde | 0 - 1          | Juventus |  |
| dimanche 27 avril 1924 |        | Buteur inconnu |          |  |

#### Pro Gaetano Gallo
| lundi 16 juin 1924 | Juventus et nationaux turinois | 3 - 0 | Novare |  |
| lundi 16 juin 1924 | Buteurs inconnus               |       |        |  |

## Effectif du club
Effectif des joueurs du Foot-Ball Club Juventus lors de la saison 1923-1924.

## Buteurs
| 9 buts - Federico Munerati 6 buts - Giuseppe Grabbi - Pietro Pastore 4 buts - Guido Gianfardoni 3 buts - Virginio Rosetta | 2 buts - Francesco Audisio - Giuseppe Monticone 1 but - Gaetano Gallo - Giorgio Gambino - Piero Gilli - Silvio Perotti |